# Đớp ruồi mắt đen
Ficedula tricolor là một loài chim trong họ Muscicapidae.